# Kurów
Kurów è un comune rurale polacco del distretto di Puławy, nel voivodato di Lublino.
Ricopre una superficie di 101,3 km² e nel 2006 contava 7 892 abitanti. Kurów è situato sul fiume Kurówka, a circa 30 km a sud-ovest di Lublino. 

## Storia
Per diverso tempo tra il 1431 ed il 1442 la frazione godette delle garanzie date dalla Legge di Magdeburgo. In qualità di cittadina libera era il centro per il commercio del cibo dell'area circostante e vi si trovavano diverse fabbriche di pellicce e di cuoio. Nel XVI secolo, Kurów divenne uno degli epicentri del Calvinismo, poiché molti appartenenti alla Fratellanza Polacca si insediarono qui. Dal 1660, gran parte della popolazione venne convertita all'Arianismo.
Dal 1660 la cittadina condivide la sua storia con quella del resto della regione. Nel 1795, dopo la terza delle Spartizioni della Polonia, Kurów venne annessa all'Austria. Nel 1809, divenne parte del Ducato di Varsavia. Nel 1815, Kurów divenne membro del Regno di Polonia. Durante la Rivolta di Novembre, nel febbraio del 1831, ebbe luogo la Battaglia di Kurów, dove le forze polacche comandate dal generale Józef Dwernicki sconfissero una armata russa. Nel 1870, durante la Rivolta di Gennaio, Kurów perse lo status di città che non recuperò mai. Nel 1918 ritornò nella ricostituita repubblica di Polonia.
Il 9 settembre 1939, durante l'invasione tedesca della Polonia, Kurów fu pesantemente bombardata dalla Luftwaffe. Tra i bersagli distrutti vi furono un ospedale civile segnalato con la croce rossa, dove perirono molte persone. I nazisti crearono due campi di lavoro forzato. Nel 1942 fu costituito un piccolo ghetto per gli ebrei. Comunque, molti dei polacchi imprigionati a Kurów scapparono e si unirono all'Armia Krajowa che operava nei boschi della zona.

## Monumenti e luoghi d'interesse
- Chiesa rinascimentale (rimaneggiata nel 1692) con la tomba della famiglia Zbąski e sculture di Santi Gucci (1587).